# Centre hospitalier Andrée-Rosemon

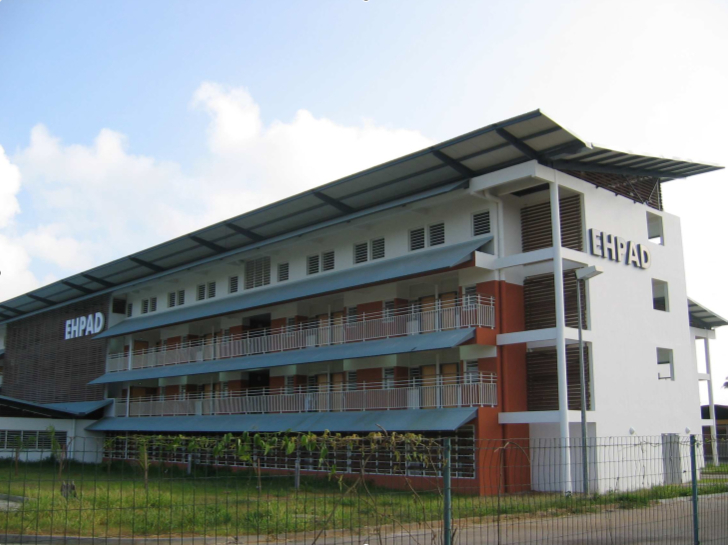
EHPAD du centre hospitalier Andrée-Rosemon

Le centre hospitalier Andrée-Rosemon (CHAR) ou Centre Hospitalier de Cayenne (CHC) est un établissement public de santé départemental situé dans la commune de Cayenne en Guyane.
C'est le principal centre hospitalier de la région avec une capacité de 795 lits. L'hôpital emploie 2500 professionnels. Il est l'établissement support du groupement hospitalier de territoire créé en janvier 2019 et qui regroupe le centre hospitalier de l'Ouest Guyanais et le centre hospitalier de Kourou.

## Historique
Le CHC est implanté dans le quartier de la Madeleine à Cayenne depuis février 1992. Il fut nommé ainsi en l'honneur d'Andrée Rosemon, première infirmière générale du centre hospitalier de Cayenne. Il remplace l'ancien hôpital Saint-Denis situé au centre-ville de Cayenne, dont les locaux étaient devenus exigus en raison de l'accroissement démographique et de la création de services. Seul l'institut de formation en soins infirmiers est situé encore dans cet ancien hôpital.
Au printemps 2018, le CHAR traverse une crise sociale avec la démission de 17 médecins urgentistes, en lien avec des conditions d'exercice dégradées ; la crise se dénoue en cours d'été.

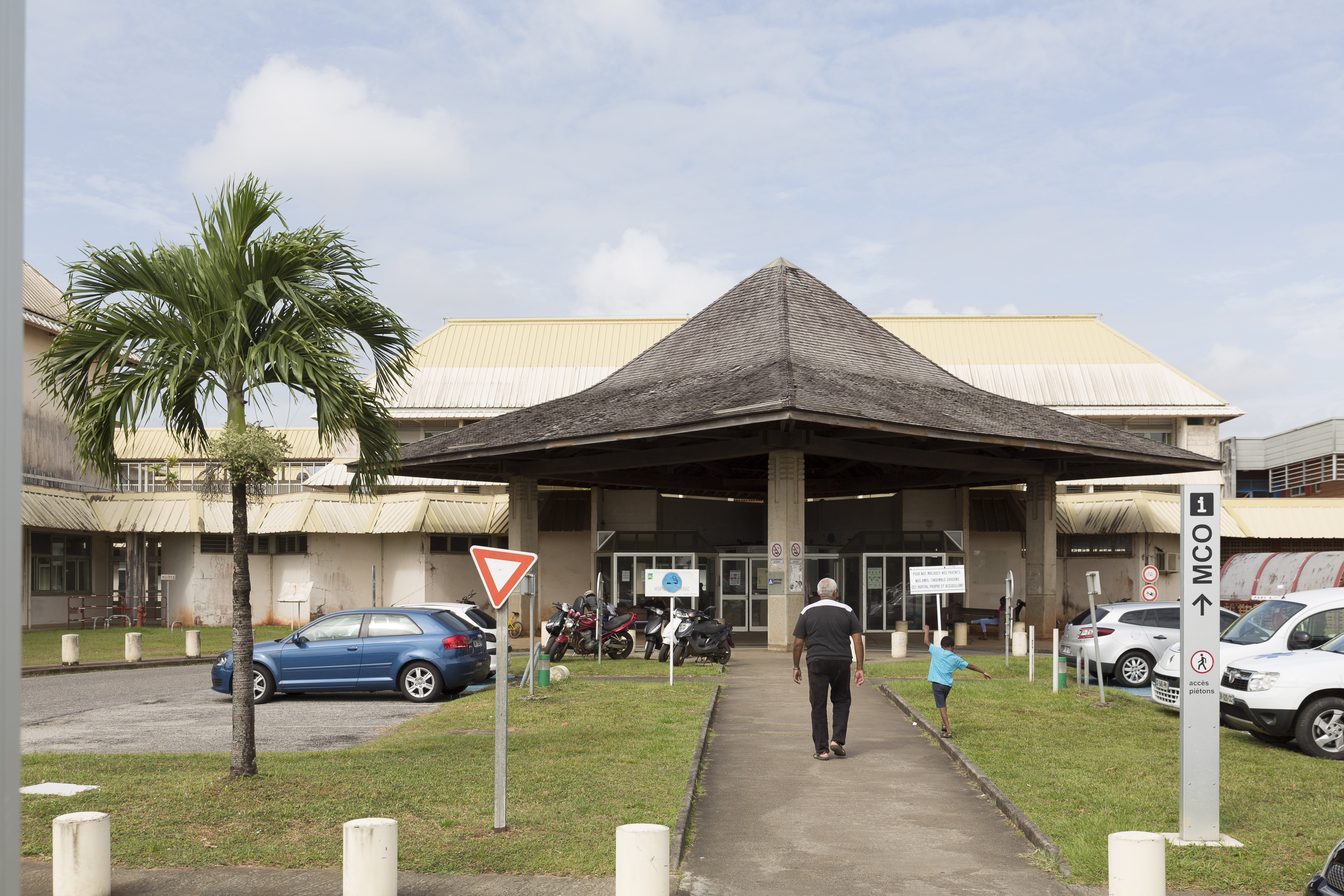

## L'hôpital de Cayenne Andrée-Rosemon
Le statut du CHC est celui d'établissement public de santé départemental.
Le CHC joue un rôle central sur son territoire. Il dispose de 795 lits et places et représente plus de 60% de l'ensemble des séjours du territoire. Le CHC comptait 2161 équivalents temps plein (ETP) non médicaux et 316 ETP médicaux en 2019.

### Activité
La zone d'attractivité du CHC couvre une population de 134 163 habitants, soit quasiment la moitié de la population guyanaise, répartie sur cinq communes.
En 2019, le CHC a réalisé :  
- 48 329 passages au service d'accueil des urgences générales et 14 036 passages à l'unité des urgences gynécologiques et obstétricales ;
- 399 224 appels au SAMU, 1609 déplacements SMUR[3], et 857 sorties aériennes ;
- 146 326 consultations externes ;
- 39 972 séjours en médecine-chirurgie-obstétrique (MCO) ;
- 3 949 naissances ;
- 6 108 interventions au bloc ;
- 2 046 414 actes d'imagerie ;
- 29 631 456 actes de laboratoire.

Le CHC réalise aussi 46,5% des séjours en MCO en Guyane. 82% des patients pris en charge en médecine chirurgie obstétrique au CHC en 2019 viennent de la communauté d'agglomération du Centre Littoral. On notera par ailleurs que 7% des patients pris en charge en MCO viennent de l'Ouest guyanais.
Sept disciplines universitaires[pas clair] sont représentées au CHC : infectiologie, pédiatrie, dermatologie, parasitologie, neurologie, santé publique.
Le CHC regroupe des équipes médicales et paramédicales couvrant toute la Guyane : infectiologie, dermatologie, diabétologie, néphrologie, rhumatologie, soins critiques.
Des services sont agréés pour l’accueil des internes de médecine générale et de spécialité. Le développement des pratiques avancées (infirmier praticien spécialisé) est en cours.
Au début de 2021, après la pandémie de Covid-19, le CHC est en situation d'équilibre financier, des équipements supplémentaires ont été reçus et la coopération avec les autres structures de santé guyanaises s'est développée.

### Un projet architectural de modernisation
Pour soutenir ses objectifs en matière de qualité des soins, de recherche et d’enseignement, le centre hospitalier de Cayenne a établi un projet d’extension et de modernisation architecturale reposant sur un plan d’investissement de 100 M€ sur 5 ans intégrant :
- La création de nouveaux plateaux de soins intensifs et de médecine de spécialité à horizon 2025 ;
- La construction d’un bâtiment de consultations ;
- La rénovation des secteurs de psychiatrie qui s’étalera de 2021 à 2023 ;
- La relocalisation de l’IFSI sur le campus universitaire[Lequel ?] en janvier 2021 ;
- La création d’un bâtiment recherche en 2021, auquel sera adossée une maison hospitalière[Quoi ?] en 2022 ;
- La reconstruction de trois centres délocalisés de prévention et de soins : Papaïchton (2022), Apatou (2023) et Camopi (2024)[1].

### Les centres délocalisés de prévention et de soins
Le CHC assure et organise le maillage de l’offre de l’offre de soins primaires dans les territoires isolés avec 17 centres délocalisés de prévention et de soins (CDPS) et 8 lieux de consultations délocalisées, répartis sur l’ensemble du territoire et regroupant près de 180 professionnels hospitaliers.
Acteurs uniques dans la majorité des communes, les centres de santé portent une offre de consultations, d’éducation à la santé et d’éducation thérapeutique, de dépistage, de prévention, de vaccination, de participation à des campagnes de recherche (mercure, plomb, paludisme...).
Avec une file active de 30 000 patients, les CDPS ont réalisé 161 534 consultations en 2018 dont 60 000 consultations médicales.